# Robert Lowry (guvernör)
Robert Lowry, född 10 mars 1829 i Chesterfield District (nuvarande Chesterfield County) i South Carolina, död 19 januari 1910 i Jackson, Mississippi, var en amerikansk demokratisk politiker och militär. Han tjänstgjorde som brigadgeneral i Amerikas konfedererade staters armé i amerikanska inbördeskriget. Han var Mississippis guvernör 1882–1890.
Lowry studerade juridik och inledde 1859 sin karriär som advokat i Mississippi. Han avancerade till brigadgeneral i den konfedererade armén i inbördeskriget och satt sedan i Mississippis senat 1865–1866.
Lowry efterträdde 1882 John Marshall Stone som Mississippis guvernör och efterträddes 1890 av företrädaren Stone.
Lowry avled 1910 och gravsattes i Brandon.